# Ulsi Manja
Ulsi Qerim Manja (Dibër, 5 ottobre 1973) è un politico albanese, Ministro della giustizia dal 18 settembre 2021.

## Biografia
Si è laureato presso la Facoltà di Giurisprudenza dell'Università di Tirana nel 1996, conseguendo nel 2006 un master in diritto penale. Ha lavorato come giudice assistente, procuratore e avvocato in diverse zone del paese, tra cui Alessio, Dibër, Mirdizia, Scutari e Tirana, ed è stato professore di diritto e processo penale presso l'Università Luigj Gurakuqi di Scutari e presso l'Università Giustiniano il Grande di Tirana.
Nel 2013 è stato eletto all'Assemblea dell'Albania col Partito Socialista, venendo riconfermato alle elezioni parlamentari del 2017, e nel 2021 è stato nominato Ministro della giustizia nel terzo governo di Edi Rama.